# Марк из Эки

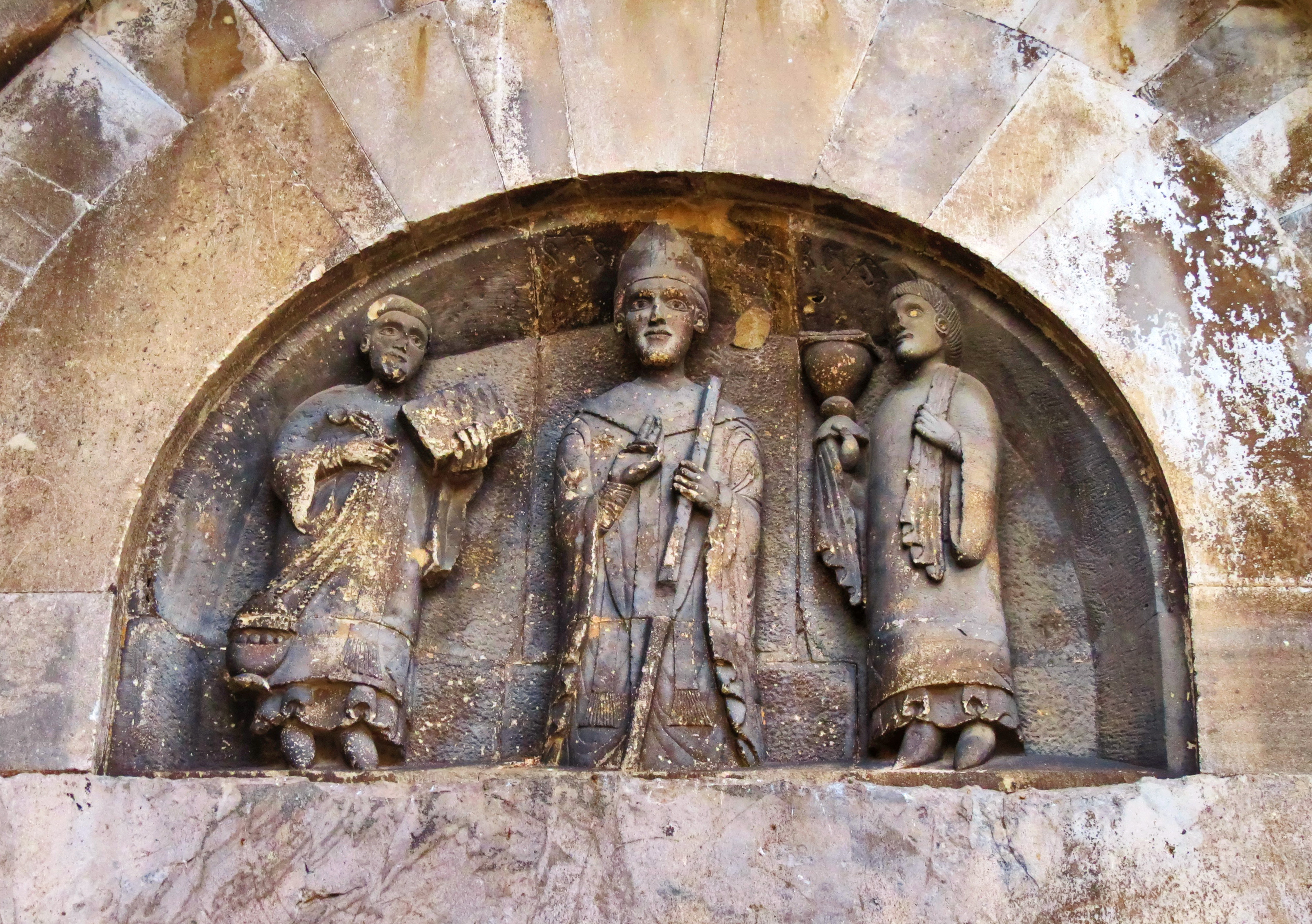
Святой Марк между двух дьяконов, вырезано в панели над входом в часовню, свящённую в честь святого

Марк (ок.266 года — ок. 328 года) — святой исповедник из Эки, епископ. Дни памяти — 14 июня, 7 октября, 5 ноября.
Святой Марк родился в городе Троя, что в Даунии (Daunia). Его отец, Константин, был богатым и образованным человеком, он выучил будущего святого грамоте. Иоанн, епископ Трои, рукоположил его во священники. Святой Марк быстро стал известен своей преданностью, строгостью, воздержанием, своей щедростью по отношению к нуждающимся. Он разделял своё жилище с двумя девушками, получавшими христианское образование.
Жизнь святого Марка вызвала зависть некоторых сограждан. Они направили письмо на имя тамошнего епископа Иоанна, обвиняя святого в обжорстве, магии и сожительстве с двумя девушками. Они попросил епископа Иоанна наказать святого Марка, дабы его поведение не навлекло на город какую-нибудь беду. Тогда епископ послал за святым двух дьяконов, Викентия и Аристотеля. По их прибытии святой Марк молил Бога о помощи в преодолении этих обвинений, а потом предложил им причаститься Святых Даров, на что согласился только Викентий. Затем они отправились в путь. Аристотель во время путешествия сильно взалкал. Тогда Марк, завидев у дороги олениху с оленёнком, взмолился, и она напитала Аристотеля своим молоком. Насытившись, Аристотель упал к ногам Марка, умоляя о прощении.
Прибыв ко епископу, оба дьякона поведали ему о случившемся. Иоанн и Марк отправились служить утреннюю (Lodi mattutine). Во время службы Марк услышал хор ангелов, которые приветствовали приход нового дня, и попросил епископа молиться за него до тех пор, пока тот тоже их не услышал. Убедившись тем самым в полной невиновности Марка, епископ попросил его задержаться ещё на неделю.

Вскоре епископ Иоанн умер. Как население, так и духовенство потребовали, что епископом Лючеры стал святой Марк. Он не считал себя достойным епископского служения и попытался бежать, но вскоре был найд. Он был таким образом избран главой епархии, а затем поставлен на это место папой Римским Марцеллином. В качестве епископа святой Марк заботился о том, чтобы жить в воздержании, в благотворительности и помощи бедным.
Прежде всего, однако, Марко вскоре стал известен многочисленными чудесами. Вода, проходившая через его руки после богослужения, отличалась чудотворной силой. Кроме того, он исцелил одержимого, посланного дьяволом с угрозами.
К святому стало притекать множество людей. Сообщается, что к нему пришел один человек, страдавший от непрекращающейся боли в голове, которая привела к слепоте. По молитвам и возложению рук святого Марка он стал зрячим. В другой раз, когда он шел по площади, вдова стала умолять его сделать так, что бы он вернул ей сына, который только что умер. Убежденный настойчивостью женщины, святой Марк пошел в её дом. Там, оставшись в комнате наедине с телом ребёнка, он молился Богу, чтобы повторить чудо воскресения, которое уже исполнилось несколько раз через пророков и Иисуса Христа. Его молитвы были приняты, и он смог вернуть ребёнка к жизни.
Пострадав от лихорадки, святой Марк умер в возрасте 62 лет. По его кончине многочисленные священнослужители и обыватели воспринимали благоухание, исходившее от его тела. День его преставления празднуется 7 октября. По завещанию он был погребён в Бовино, и там, где упокоилось его тело, была построена церковь.